# Polybius henslowii
Polybius henslowii is een krabbensoort uit de familie van de Polybiidae. De wetenschappelijke naam van de soort is voor het eerst geldig gepubliceerd in 1820 door Leach.